# 张玉宁 (1977年)
张玉宁（1977年5月25日—），男，辽宁沈阳人，中国前足球运动员，司职前锋，曾经入选国家队。张玉宁由于长相英俊，以及长期的媒体关注，常被戏称为“中国的贝克汉姆”。

## 生平

### 职业生涯
张玉宁成名于辽宁队征战甲B联赛时期，1997年，刚刚年满20岁的张玉宁一赛季攻入11个联赛入球，成为中国最知名的年轻前锋之一。
2000年4月，职业生涯一片大好的张玉宁酒后驾车，发生车祸，自己虽然仅受轻伤，但是同车的队友、当时年仅22岁的曲乐恒却从此终身瘫痪。张玉宁此后被法院判决赔偿234万人民币，尤其整个官司前后耗时超过四年，对其职业生涯影响很大。
2003年张玉宁以490万的标价转会上海申花，且实际身价据报道在800万元以上。他第一个赛季就帮助球队夺得了联赛冠军，表现相当出色。但是2004年，张玉宁的状态再现起伏，此后三个赛季的进球总数还不如2003年一季。
2006年，在申花长期没有出场机会的张玉宁效仿前辽宁队、申花队队友曲圣卿，转赴澳大利亚寻求发展机会。不过他在昆士兰狮吼的努力并不成功，于2007年1月被俱乐部终止租借，返回了中国。
2008年，当时在中超联赛积分垫底的辽宁西洋急需寻求锋线球员，试图重新引进一年多没有机会参加正式比赛的张玉宁。不过很长时间内，俱乐部都由于经济状况无法支付上海申花要求的60万人民币转会费。直到7月，俱乐部才最终付款，张玉宁时隔6年后又回到自己的母队，但是却没有获得任何比赛机会。赛季结束后他再次被挂牌，曾有望加盟新近升入中甲的家乡球队沈阳东进，但是最终东进只签约了曲圣卿而放弃了张玉宁，也促使其基本退出了职业足球。
2009年7月，张玉宁出任温州明日足球队的主教练，成为张玉宁足球生涯的转折点，但只执教三轮就闪电下课。
2010年，张玉宁在辽宁东北虎担任副总经理。2011年3月，张玉宁加入沈阳东进教练组，担任助理教练一职，但还不到半年时间沈阳东进就做出让他离职的决定。

## 职业生涯统计

### 国家队比赛进球
最後更新：2004-5-1
| # | 日期      | 场地                   | 对阵           | 比分 | 赛事           |
| - | --------- | ---------------------- | -------------- | ---- | -------------- |
| 1 | 2001-2-12 | 泰国曼谷               | 瑞典           | 2-2  | 泰王杯         |
| 2 | 2001-2-12 | 泰国曼谷               | 瑞典           | 2-2  | 泰王杯         |
| 3 | 2001-2-14 | 泰国曼谷               | 泰國           | 5-1  | 泰王杯         |
| 4 | 2001-2-14 | 泰国曼谷               | 泰國           | 5-1  | 泰王杯         |
| 5 | 2001-2-14 | 泰国曼谷               | 泰國           | 5-1  | 泰王杯         |
| 6 | 2001-8-5  | 中国上海               | 千里達及托巴哥 | 3-0  | 上海四国邀请赛 |
| 7 | 2004-2-3  | 中国广东，天河体育中心 | 芬兰           | 2-1  | 友谊赛         |
| 8 | 2004-2-7  | 中国广东，深圳体育场   | 芬兰           | 2-1  | 友谊赛         |

## 所获荣誉
- 1998年甲B联赛最佳射手
- 1998年中国足协杯最佳射手
- 1999年甲A联赛亚军